# Maria Tudor (ópera)
Maria Tudor é uma ópera do compositor brasileiro Carlos Gomes. Estreou em 27 de março de 1879, no Teatro Alla Scala de Milão, Itália. Seu libreto foi escrito por Emilio Praga a partir do drama homônimo de Victor Hugo.

## Sinopse
A ação transcorre na Inglaterra durante o século XVI, e gira em torno da rainha Maria Tudor (Maria I), filha de Henrique VIII. A rainha mantém uma relação amorosa com o italiano Fabiano Fabiani, acintosamente desprezado pela corte inglesa. A ópera descreve a história dessa soberana que esbanjava o dinheiro do reino e nutria profundo desprezo pelo povo. Em meio às suas festas e orgias, Maria Tudor protege o amante, que por sua vez a trai com uma jovem do povo, Giovanna. Esta fora recolhida e educada por um operário cinzelador, Gilberto, que se propõe a casar com ela. Fabiano, no entanto, seduz a jovem rapariga por saber que ela é herdeira dos Talbot. Gilberto conta a Maria Tudor a infidelidade de Fabiano e ambos tramam a morte deste. Todavia, a rainha ainda ama seu "favorito". Na última hora, ela cumpre o pacto que fizera com Gilberto, na tentativa deseperada de reaver Fabiano. Todavia, desta feita, sucumbe à traição de seu mais fiel amigo - o embaixador da Espanha junto à corte: D. Gil de Tarragona. Fabiano é executado ante o desespero da soberana.